# Trey McKinney-Jones
Pour les articles homonymes, voir Trey, McKinney et Jones.
Trey McKinney-Jones, né le 30 août 1990 à Milwaukee au Wisconsin, est un joueur américain de basket-ball.